# プカ
プカ（アルバニア語: Pukë, Puka）はアルバニアのシュコドラ州の町と基礎自治体である。2015年にこの基礎自治体は設けられ、同名の町が庁所在地になった。2023年に基礎自治体の人口は6,222人であり、町の人口は2,505人だった。町はたくさんの負債を負うから貧しい。

## 出来事
20世紀には、軍隊な町になり、カトリック教育の中心の一つになった。ミグエニが1936年から1937年まで教えた。
ヨーロッパには、気候変動から松食い虫の行列の蛾が多い。プカを含む。
2015年に旧基礎自治体のプカ、ギエグヤン、ラパ、チェラズおよびチェレトが合体した。プカ基礎自治体が設けられ、同名の町が庁所在地になった。

## 人口
2011年には、町に3,607人がいた。2023年に基礎自治体の人口は6,222人であり、町の人口は2,505人だった。

## 経済
町は貧しい。人口の約半分が社会福祉で住んでいる。たくさんの女と若者は仕事がない。町は負債が多い。
サッカークラブはKFタルブニである。1939年に設けられ、イスマイル・ジェマリ・スタジアムで主に試合をする。